# Número gramatical
El número gramatical es, en morfología lingüística, un rasgo gramatical que indica la cantidad del referente de un sintagma o predicación (típicamente si se refiere a una o a varias entidades, o a veces si son dos, tres, etc.). De acuerdo con este rasgo diversas palabras flexionan de una u otra forma según su valor en sí ; en español por ejemplo tanto el sintagma nominal como el verbal suelen expresar el número, con dos alternativas, singular o plural. Según las lenguas el número gramatical puede variar entre singular, plural, dual, trial, paucal, etc.
El valor del rasgo se expresa mediante diversos procedimientos sintácticos y morfológicos diferentes según cada idioma. Tipológicamente, es un rasgo muy extendido entre las lenguas del mundo, en las lenguas indoeuropeas la marca de número es obligatoria a diferencia de lo que pasa en idioma chino por ejemplo.

## Cantidad semántica y número gramatical
Aunque el número gramatical está relacionado con la cantidad del referente, las lenguas del mundo no consignan siempre la cantidad. Aunque en ciertas lenguas es obligatorio usar una forma distintiva cuando el referente no es singular, en otras la indicación del número es opcional como en coreano y algunas otras, como el camboyano o el pirahã, carecen por completo de variación morfológica, y la expresión de la cantidad se expresa funcionalmente mediante elementos léxicos.
Además la cantidad puede señalarse funcionalmente por procedimientos diferentes de la variación morfológica del número, como por ejemplo a través de sustantivos colectivos o complementos de verbos impersonales.
Del mismo modo, el número gramatical pocas veces requiere la cantidad precisa, en la mayoría de las lenguas indoeuropeas, solo existe la distinción gramatical entre singular (un ejemplar) y plural (más de un ejemplar). Aunque algunas lenguas indoeuropeas y de otras familias cuentan con una forma específica de dual (exactamente dos ejemplares o ejemplares que ocurren naturalmente en pares).

## Tipos de número
El sistema de número gramatical más extendido entre las lenguas del mundo es la oposición singular ~ plural. Sin embargo, no es el único posible. Otros idiomas cuentan con sistemas más precisos y detallados, que incluyen el dual, el trial, el paucal, etc.
Ninguna lengua utiliza todas las posibilidades conocidas en cuanto a número, sino solo algunas, y de hecho responden a una organización jerárquica. No hay idiomas con trial que no utilicen el dual, ni dual sin plural.

### Singular y plural
Todas las lenguas que cuentan con número gramatical conocen el singular, que representa exactamente una instancia del elemento designado. Algunas, como el árabe o el bretón, utilizan además el singulativo, utilizado para designar una única instancia de un elemento que normalmente se encuentra formando parte de un conjunto mayor; sería el caso de las piezas extraídas de un elemento normalmente no numerable, como un pedrusco con respecto a la piedra en general: del singular colectivo حجر ḥajar, "piedra", se deriva حجرة ḥajarā "una piedra" en árabe, y del plural colectivo gwez, "árbol", se deriva el singulativo gwezenn, "un árbol" en bretón.
También universal entre las lenguas numerantes es el uso del plural, utilizado para designar más de una instancia del referente. Sin embargo, en algunas lenguas como el chino donde existe el plural este tiene un uso muy limitado, donde se restringe a unos pocos sustantivos animados y a los pronombres. Pero mientras que en muchas lenguas el plural se emplea para cualquier caso en que se trate de más de una unidad, no es así en otras. Es frecuente la existencia del dual, presente en el indoeuropeo, el griego clásico, el árabe o varias lenguas eslavas, que se utiliza para designar exactamente dos unidades; en algunos casos, como el griego, se emplea solo en los casos en que esas dos unidades constituyen una pareja funcional. Así, se utiliza el dual para numerar las dos manos de un hombre, o los dos caballos de un carro, pero el plural para hablar de dos granos de trigo o dos buques.

### Dual, trial y paucal
Algunas lenguas que conocen el dual emplean también un trial para designar grupos de tres; es el caso de algunas lenguas austronesias, como el mwotlap, el tolomako y el lihir. En el idioma sursurunga de Nueva Irlanda existe el cuadrial. Más frecuente es la existencia de un paucal, utilizado globalmente para designar cantidades reducidas; existe en hopi, en ruso, en árabe y otras lenguas. El lituano conoce el nular, utilizado para designar cero unidades del referente.

### Colectivo y partitivo
En otros casos, las diferencias no se atienen al número de unidades sino a si estas están tomadas como un grupo o por separado; es el caso del número colectivo del griego arcaico, el bretón o el japonés, en el que varios referentes se consideran como una única unidad, y del distributivo del navajo, en el que las unidades se consideran por separado.
Finalmente, algunas lenguas conocen como número especial el partitivo, que designa a una parte de un sustantivo indivisible o incontable, y otros idiomas designan mediante una locución de genitivo.

## Realización morfológica del número
En las lenguas flectivas o aglutinantes, el número gramatical se expresa a través de morfemas. La forma de estos dependerá de la categoría gramatical del lexema afectado (es decir, si se trata de un sustantivo, un complemento, un adjetivo, un verbo, etc.) y del idioma. En los ejemplos que siguen, el morfema modificado está destacado mediante el subrayado:
Afijos
- Sufijos
  - Sufijos aglutinados:
    - en turco: adam ~ adamlar ('hombre' ~ 'hombres')
    - en japonés: 私 watashi ~ 私たち watashitachi ('yo' ~ 'nosotros')

  - Desinencias flectivas:
    - en español: hombre ~ hombres, mujer ~ mujeres
    - en alemán: Frau ~ Frauen ('mujer' ~ 'mujeres'), Kind ~ Kinder ('niño' ~ 'niños')
    - en inglés: cat ~ cats ('gato' ~ 'gatos'), ox ~ oxen ('buey' ~ 'bueyes')
    - en francés: chat ~ chats ('gato' ~ 'gatos')
    - en latín: dominus ~ domini ('señor' ~ 'señores'; estructuralmente las formas son, respectivamente, domino + s > dominus por cierre de la vocal en posición medial, y domino + i > domini por elisión de la O)
    - en esloveno: jezik ~ jezika ~ jeziki ('un idioma' ~ 'dos idiomas' ~ 'tres idiomas')
- Prefijos
  - en kikongo: dinkongo ~ mankongo ('banana' ~ 'bananas')

Alternancias vocálicas o consonánticas
- Metafonía
  - en alemán Vater ~ Väter ('padre' ~ 'padres')
  - en inglés: woman ~ women ('mujer' ~ 'mujeres'), tooth ~ teeth ('diente' ~ 'dientes')
- Palatalización
  - en albanés: murg [muɾg] ~ murgj ('monje' ~ 'monjes')
- Plural fracto o interno
  - en árabe: كِتَاب kitāb ~ كُتُب kutub ('libro' ~ 'libros')
- Alternancia consonántica
  - en peul: rawaandu ~ dawaaɗi ('perro' ~ 'perros')
- Alternancia vocálica
  - en gaélico escocés: mac [maχk] ~ mic [miçkʲ] ('hijo' ~ 'hijos')
- Alternancia de longitud
  - en sánscrito: aśvas ~ aśvās ('caballo' ~ 'caballos')
  - en latín: spiritŭs ~ spiritūs ('aliento' ~ 'alientos')

Reduplicación
- De todo el lema
  - en indonesio: orang ~ orang-orang ('hombre' ~ 'hombres')
  - en japonés: 人 hito ~ 人人 hito-bito ('persona' ~ 'varias personas, tomadas separadamente')
- De la coda
  - en somalí: buug ~ buug-ag ('libro' ~ 'libros')
- Del arranque
  - en náhuatl: coyōtl ~ cō-coyoh ('coyote' ~ 'coyotes')

Supletismo
- en español:  yo ~ nosotros
- en griego clásico: σύ ~ ἡμεῖς ('tu' ~ 'vosotros')
- en bielorruso: čałaviek ~ ludzi ('persona' ~ 'personas')

Algunas lenguas utilizan simultáneamente más de una forma: el alemán Mann ~ Männer ("hombre" ~ "hombres") utiliza a la vez la metafonía y la adición de un sufijo.

### Marcación del número gramatical
El español es una lengua en que el número gramatical está obligatoriamente indicado en casi todos los contextos; a través de la concordancia entre las distintas partes de la oración, se expresa simultáneamente y de manera redundante en varios factores. Otros idiomas usan formas más restringidas de marcación.
En varios idiomas el número no se expresa morfológicamente en el sustantivo si existe ya un numeral que cumpla esa función. En indonesio, por ejemplo, orang es "hombre" y orang-orang "hombres", pero "mil hombres" se dice seribu orang ("mil" + "hombre"); la presencia de un lexema que indica pluralidad hace innecesaria la flexión del núcleo del sintagma. Del mismo modo, en turco kedi es "gato" y kediler "gatos", pero "dos gatos" es iki kedi; el húngaro sigue la misma regla.
Otros idiomas restringen la numeración a ciertas clases de sustantivo; en chino mandarín, solo los sujetos animados son pasibles de pluralización mediante la posposición de la partícula -們 | -们, -men. La mayoría de las lenguas analíticas cuentan con algún dispositivo de este tipo para distinguir el número en los pronombres personales; de hecho, en chino la partícula antedicha se usa casi exclusivamente en la formación de los pronombres de plural, convirtiendo 我, wǒ ('yo'), 你, nǐ ('tú'), 他, tā ('él') y 她, tā ('ella') en 我們, wǒmen ('nosotros'), 你們, nǐmen ('ustedes/vosotros'), 他們, tāmen ('ellos') y 她們, tāmen ('ellas').
En algunos idiomas algonquinos, el número gramatical se expresa solo en los sintagmas que ocupan determinadas categorías; distinguen un caso obviativo, carente de número, para los referentes que no ocupan una posición semánticamente destacada, y uno proximativo para referentes prominentes, en el que se indica el número.

### El número en las lenguas analíticas
En las lenguas analíticas, el número no se expresa morfológicamente sino solo por un numeral que modifica al sustantivo; además, en idiomas como el chino mandarín, hay un clasificador que sigue este numeral, como el '口' en los siguientes ejemplos del mandarín. El número generalmente solo se marca mediante un numeral 一口人 yi kǒu rén, 'una persona', 三口人 sān kǒu rén, 'tres personas'. El lexema 人, rén, 'persona', no se modifica en ningún caso, y solo el marco sintáctico de la oración permite saber si se trata de uno o de muchos. Junto a esta forma de marcar el número algunos pocos sustantivos usan el sufijo -men para marcar el plural: pényou 'amigo' / pényoumen 'amigos'.

## Grado cero del número
En muchas lenguas, y virtualmente todas las de origen indoeuropeo, el número singular corresponde al grado cero del lenguaje; no solo muchas veces se indica con el morfema nulo (Ø), sino que corresponde a la cantidad que se supone dada a falta de otras precisiones. El plural y los otros números, por el contrario, se marcan expresamente con indicaciones morfológicas o sintácticas.
En las lenguas bantú y algunas otras, tanto el singular como el plural se marcan explícitamente; el sustantivo en su forma desnuda no indica cantidad en absoluto, y se le afijan partículas cuando debe precisarse. No existe ningún caso inequívocamente comprobado de lengua en la que el plural corresponda al grado cero, mientras que el singular se marque explícitamente; se ha afirmado que el idioma desano, una lengua hablada por una etnia nativa colombiana, seguiría este patrón, contrastando gasi ~ gasiru ("canoas"–~ "canoa") o yukü ~ yukügü ("árboles" ~ "árbol").

### Número inverso
Las lenguas kiowa-tanoanas poseen un sistema único de marcación del número. Su sistema gramatical contrasta singular ~ dual ~ plural, pero la flexión de los sustantivos no sigue un patrón uniforme. Los sustantivos se dividen en clases, para cada una de las cuales uno o más de los números gramaticales corresponde al grado cero; el sufijo gramatical de número se les añade cuando se desvían de este número previsto. Es decir, en este sistema, los sustantivos de la primera clase tienen un "número esperado" en singular, y solo se marcan cuando se desvían de esta regla, y así sucesivamente. El sistema se denomina de número inverso porque el marcador no corresponde a una cantidad en particular, sino a la inversión de las expectativas.
El kiowa muestra un sistema de número inverso marcado mediante el sufijo -gɔ.
| clase nominal | singular | dual | plural |
| ------------- | -------- | ---- | ------ |
| I             | —        | —    | -gɔ    |
| II            | -gɔ      | —    | —      |
| III           | -gɔ      | —    | -gɔ    |
| IV            | —        | —    | —      |

Las clases I y II están formadas por entidades animadas mientras que la clase III está formada por entidades inanimadas. La clase IV está formada por incontables que no lleva -gɔ en ningún caso. Algunos ejemplos se presentan a continuación:
| I.   | tsę̂į (singular o dual) | + | -gɔ | → | tsę̂įgɔ (plural)            | 'caballo'    |
| I.   | t!ą́y (singular o dual) | + | -gɔ | → | t!ą́ym (plural)             | 'huevo'      |
| II.  | thǫ́ų́se (dual o plural) | + | -gɔ | → | thǫ́ų́segɔ (singular)        | 'hueso'      |
| II.  | tháá (dual o plural)   | + | -gɔ | → | thê (singular)             | 'esposa'     |
| III. | k!ɔ́n (dual)            | + | -gɔ | → | k!ɔ̨́ɔ̨́dɔ (singular o plural) | 'tomate'     |
| III. | éí (dual)              | + | -gɔ | → | éíbɔ́ (singular o plural)   | 'pan, grano' |

En el Jemez se encuentra un sistema similar con el sufijo -sh, que se utiliza para indicar el número marcado.
| clase nominal | singular | dual | plural |
| ------------- | -------- | ---- | ------ |
| I             | -        | -sh  | -sh    |
| II            | -sh      | -sh  | -      |
| III           | -        | -sh  | -      |
| IV            | -        | -    | -      |

Donde las clases I y III están formada por entidades animadas, mientras que la clase II por entidades inanimadas. Y la clase IV por entidades incontables, que no llevan -sh en ningún caso.

## Concordancia en el número
Si bien las observaciones de la sección precedente concernían sobre todo al número en el sustantivo y el pronombre, otras partes de la oración pueden expresar también el número gramatical.

### Concordancia en el sintagma nominal
En español y otras lenguas, los complementos que refieren a un sustantivo se modifican de tal modo que expresen el mismo número (y género) que este. Esto es patente en la oración que constituía nuestro ejemplo inicial; compárese

los cuatro hijos idiotas del matrimonio Mazzini-Ferraz

con

el hijo idiota del matrimonio Mazzini-Ferraz

Al tiempo que el sustantivo pierde la -s final que indica plural, lo acompaña el adjetivo que lo modifica (idiotas ~ idiota), y el artículo que lo precede (los ~ el, una modificación por supletismo). Cada uno de estos términos contiene indicación de número; la concordancia entre ellos ayuda a distinguir con facilidad qué elementos en la oración están emparejados.
La mayoría de las lenguas romances siguen este modelo —aunque en algunos casos, como el del francés, muchas veces solo es perceptible en la grafía, puesto que las formas de singular y plural son fonéticamente idénticas— pero otras lenguas son menos redundantes en este sentido. En inglés, el adjetivo y el artículo definido son invariables entre singular y plural, aunque los pronombres demostrativos (this ~ these, that ~ those) y el artículo indefinido (a ~ Ø) sí varían.
En algunos casos, la flexión según el número altera otros rasgos sintácticos. El español distingue el género tanto en el singular (el ~ la) como en el plural (los ~ las), pero en otros idiomas el plural pierde parcialmente la distinción de género, como en alemán, donde die es el pronombre de plural para masculino, femenino y neutro.

### Concordancia con el sintagma verbal
La elevada redundancia del español en cuanto al número gramatical se manifiesta también en la expresión del mismo en el sintagma verbal. El verbo concuerda con el sintagma que ocupa la posición de sujeto, adoptando desinencias distintas según el número de este; compárese

estaban los cuatro hijos idiotas del matrimonio Mazzini-Ferraz

con

estaba el hijo idiota del matrimonio Mazzini-Ferraz

El sufijo -n distingue la forma de plural de la de singular, que lleva -Ø. Otros idiomas usan prefijos (como el guaraní, donde ajapo ~ jajapo, "hago"' ~ "hacemos") u otras formas, mientras que existen también los que ignoran o minimizan esta oposición: en inglés, solo el verbo to be cuenta con una flexión completa en cuanto al número, mientras que en la mayoría de los verbos la oposición singular / plural solo subsiste en la tercera persona.

#### Casos especiales
La concordancia verbal presenta además algunos casos especiales. Muchos idiomas conocen el llamado plural mayestático, el que un referente singular concuerda con un verbo en plural como señal de extrema dignidad; en español, el pronombre vos en su uso mayestático lleva la misma conjugación que el plural vosotros.
A la inversa, en el griego clásico y el sánscrito los sustantivos neutros podían adoptar una morfología plural concordando con un verbo singular para expresar un caso de número colectivo: τὰ ζῷα τρέχει se traduce correctamente por "todo animal corre" o "cualquier animal corre", el plural universal, mientras que para decir que un grupo plural pero determinado de animales están corriendo en este momento se utilizaría el verbo plural: τὰ ζῷα τρέχουσιν.
En español los sustantivos colectivos —como manada o congregación, que expresan mediante una forma gramaticalmente singular un referente plural— concuerdan verbalmente con el número gramatical del referente, no con su valor semántico. En otros idiomas su estatus depende de variables contextuales; mientras el inglés americano sigue, grosso modo, este mismo criterio, en inglés británico el número del verbo depende de si el colectivo se considera como una unidad (a panel of experts answers the questions, "un panel de expertos responde a las preguntas") o como una agrupación de entidades independientes (a panel of experts are squabbling among themselves", "un panel de expertos está[n] discutiendo entre sí").

#### Concordancia con el objeto
Aunque menos frecuentes, existen idiomas en los que la flexión verbal indica no solo el número del sujeto, sino también el de sus argumentos. En euskera, por ejemplo, el verbo concuerda en número con el sujeto, el objeto directo y el indirecto, caso de haberlo; se contrasta así nik gauza bat dakit ("yo sé una cosa") con nik gauza asko dakizkit ("yo sé muchas cosas"), en la que el verbo adopta el infijo -izk- para indicar la pluralidad de su objeto.

### Número en las lenguas núcleo-marcadoras
La indicación del número gramatical consta principalmente en el sustantivo en los ejemplos precedentes, extraídos en su totalidad de lenguas complemento-marcadoras; las lenguas núcleo-marcadoras, por el contrario, lo expresan sobre todo a través del núcleo sintáctico de la oración, su verbo principal. Es el caso del apache, por ejemplo, en el que la diferencia entre Paul enseña al vaquero (Paul idilohí yiłch’ígó’aah) y Paul enseña a los vaqueros (Paul idilohí yiłch’ídagó’aah) se expresa añadiendo el morfema da- al verbo, mientras que el sustantivo permanece igual.

## Algunos ejemplos

### Español
El español distingue solo singular ~ plural, siendo ejemplar así del sistema típico de las lenguas romances. El número está indicado morfológicamente en sustantivos, adjetivos, verbos, determinantes y la mayor parte de los pronombres. En la frase:

Todo el día, sentados en el patio en un banco, estaban los cuatro hijos idiotas del matrimonio Mazzini-Ferraz
Horacio Quiroga, La gallina degollada

ambos tipos de elementos cumplen una función numerante. Por una parte, sustantivos, adjetivos y artículos tienen formas distintas para indicar que se trata de un elemento ("hijo", "idiota") o más de uno ("hijos", "idiotas"). Por otra parte, el verbo concuerda en número con el sintagma que le sirve de sujeto; a la forma singular correspondería "estaba", mientras que para el plural que el texto expresa se utiliza "estaban". Esta forma de expresar el número corresponde a la naturaleza del español como lengua flexiva. En otras lenguas la cantidad no se indica a través de modificaciones en la morfología de los sintagmas nominales y verbales, sino mediante elementos independientes, llamados cuantificadores. Del mismo modo, el sistema singular/plural del español es solo uno de los múltiples sistemas posibles; otras lenguas hacen distinciones más precisas entre las cantidades.
En el modelo canónico para el sustantivo y el adjetivo el morfema de número se sitúa al final de la palabra, y se expresa mediante la alternancia de los morfemas  de singular (-Ø) y plural (representado por -s cuando la palabra acaba en vocal y en -es cuando la palabra termina en consonante o en semivocal: cárcel ~ cárceles; buey ~ bueyes; si la palabra es oxítona y termina en vocal acentuada, el uso autoriza que se opte por -s o -es indistintamente, aunque la Academia recomienda el uso de -es: maniquís ~ maniquíes, esquís ~ esquíes).
Algunos sustantivos se usan solo en plural (víveres) (plurale tantum) y otras solo en singular (singulare tantum). Otras cambian de significado según se usen en singular o plural, expresando:
- diferencias entre una materia, de suyo incontable, y variedades o instancias de la misma: vino ~ vinos, madera ~ maderas;

El plurale tantum es el caso habitual de algunos objetos con partes simétricas: pantalones, gafas, tijeras, pinzas, espaldas, narices, lomos.
En el verbo el morfema de número está fusionado con el de persona, conformando la desinencia verbal; las oposiciones regulares son -o ~ -mos para la primera persona, -s ~ -is  / -n para la segunda, y -Ø ~ -n para la tercera. Siendo el español un idioma en que es frecuente la elisión pronominal, muchas veces solo el número del verbo indica el del sujeto de la oración.
El plural de los pronombres personales y posesivos es irregular, mostrando supletismo.

### Francés
El francés presenta el mismo sistema singular ~ plural que el español. En la lengua hablada la diferencia entre el singular y el plural de los sustantivos y adjetivos regulares es muchas veces imperceptible, puesto que el morfema de plural -s no tiene realización fonética salvo en caso de sandhi con la vocal siguiente; la indicación del número viene dada casi exclusivamente por el determinante adjunto.
En el plural, el determinante francés pierde la indicación de género que tiene en singular.

### Griego clásico
La declinación del griego clásico presenta una triple distinción singular ~ plural ~ dual, aunque el dual se utiliza solo en los casos de parejas naturales y no para cualquier par. Los morfemas de número se fusionan en el sustantivo, el adjetivo y el determinante con aquellos correspondientes al caso y al género, dando lugar a varios sistemas distintos, conocidos como la primera, segunda y tercera declinación.
En el primer caso, el nominativo singular toma Ø para el género femenino y -ς para el masculino, mientras que la desinencia común de plural es -ι: δόξα ~ δόξαι ("opinión" ~ "opiniones"), νεανίας ~ νεανίαι ("joven" ~ "jóvenes"). No existen sustantivos neutros en la primera declinación. El dual toma, para ambos géneros, la desinencia Ø.
En la segunda declinación existen sustantivos masculinos, femeninos y neutros. Los primeros y segundos toman -ς en el nominativo singular, mientras que los últimos toman -ν. Para el nominativo plural las desinencias son -ι para el masculino y femenino, y -α para el neutro. Así se forman ἄνθρωπος ~ ἀνθρώποι ("hombre" ~ "hombres") y ῥόδον ~ ῥόδα ("rosa" ~ "rosas"). El dual toma, para todos los géneros, la desinencia ω.